# Hugo Siquet
Hugo Siquet (* 9. Juli 2002 in Marche-en-Famenne) ist ein belgischer Fußballspieler, der beim FC Brügge unter Vertrag steht.

## Karriere

### Verein
Siquet begann seine fußballerische Karriere 2009 bei Standard Lüttich. In der Saison 2019/20 spielte er bereits viermal für die Reservemannschaft. Sein Debüt in der Profimannschaft gab er am 5. November 2020 in der Europa League, als er bei einer 1:3-Niederlage gegen Lech Posen eine Halbzeit lang spielte. Drei Tage später (12. Spieltag) gab er daraufhin sein Ligadebüt in der Division 1A in der Startelf gegen Royal Antwerpen. Bis zum Saisonende spielte er wettbewerbsübergreifend 16 Mal, wobei er sechs Tore vorbereiten konnte.
Anfang Dezember 2021 einigten sich der SC Freiburg und Standard Lüttich auf einen Wechsel zu den Breisgauern im Januar 2022. Bis dahin hatte er in der neuen Saison 17 von 20 möglichen Ligaspielen für Standard bestritten. Sein Profidebüt in Deutschland gab er jedoch für die zweite Mannschaft in der dritten Liga am 4. Februar 2022 (25. Spieltag) gegen den FC Viktoria Köln. Für die erste Mannschaft debütierte er am 2. April 2022 (28. Spieltag) nach Einwechslung in der Bundesliga gegen den FC Bayern München. Dies war sein einziger Einsatz in der Saison 2021/22 für die erste Mannschaft. Für die zweite Mannschaft spielte Siquet viermal.
Nachdem er in der ersten Saisonhälfte 2022/23 lediglich zwei Einsätzen in der Bundesliga, einem in der Europa League und zwei für die zweite Mannschaft hatte, wurde Siquet Mitte Januar 2023 an den belgischen Erstligisten Cercle Brügge für den Rest der Saison 2022/23 ausgeliehen. Dabei bestand eine Option der Verlängerung der Ausleihe für die Saison 2023/24. Siquet bestritt 20 von 21 möglichen Ligaspielen für Cercle, bei denen er zwei Tore schoss. Anfang Juni 2023 wurde die Ausleihe für die Saison 2023/24 verlängert. In dieser Saison wurde er bei 30 von 40 möglichen Ligaspielen und einem Pokalspiel eingesetzt. Von Ende Dezember 2023 bis Mitte März 2024 fiel er wegen einer Oberschenkelverletzung aus.
Nach Ende der Ausleihe gehörte er zunächst wieder zum Kader des SC Freiburg. Mitte Juli 2024 wechselte er wieder nach Brügge, diesmal aber zum amtierenden belgischen Meister FC Brügge, bei dem er einen Vertrag bis Sommer 2028 unterschrieb. In seiner ersten Saison dort bestritt er 21 von 40 möglichen Ligaspielen, in denen er zwei Tore schoss, drei Pokalspiele und vier Spiele in der Champions League. Dazu kam eine Einwechselung kurz vor Spielende in der U 23-Mannschaft (Club NXT), die in der Division 1B spielt. Die Saison endete mit dem Gewinn des belgischen Pokals.

### Nationalmannschaft
Zwischen September 2018 und Mai 2019 spielte Siquet zehnmal für das belgische U17-Team, worunter zwei Einsätze bei der U17-EM 2019 waren. Seit Juni 2021 spielt er für die U21-Männer der Belgier. In der A-Nationalmannschaft debütierte er im September 2023 beim Qualifikationsspiel zur Europameisterschaft gegen Estland, das mit einem 5:0-Sieg Belgiens endete.

## Erfolge
- Belgischer Pokalsieger: 2024/25

## Auszeichnungen
- Dominique-D’Onofrio-Trophy für den besten belgischen Nachwuchsfußballer: 2021[7]